# Toma de la residencia del embajador de Japón en Lima
La toma de la residencia del embajador japonés en Lima fue un secuestro masivo ocurrido el 17 de diciembre de 1996, en el distrito de San Isidro, en la ciudad de Lima, capital del Perú. Ocurrió cuando 14 miembros de la organización terrorista peruana Movimiento Revolucionario Túpac Amaru (MRTA) tomaron como rehenes a cientos de diplomáticos, oficiales del gobierno, militares de alto rango y empresarios, que asistían a una celebración con ocasión del 63.er aniversario del nacimiento del emperador de Japón Akihito, organizada en la residencia oficial del embajador de Japón en el Perú, Morihisa Aoki.
Gran parte de los 800 rehenes fue liberada rápidamente. Todas las mujeres fueron puestas en libertad la misma noche del 17 de diciembre, incluyendo la madre del presidente Alberto Fujimori que se encontraba en el evento, hecho que pasó desapercibido para los secuestradores. Tras ser retenidos como rehenes durante 126 días, 71 de los 72 rehenes que quedaban fueron liberados el 22 de abril de 1997, en una incursión armada de las Fuerzas Armadas de Perú, conformada por el Comando Chavín de Huántar. El operativo dejó como resultado la muerte de un rehén, dos comandos y los catorce militantes del MRTA que participaron de la toma. La operación fue percibida como un gran éxito y obtuvo atención mediática en todo el mundo.
Inicialmente, Alberto Fujimori, entonces presidente del Perú, recibió gran crédito por salvar la vida de los rehenes. Sin embargo, desde entonces, han aparecido informes que sugieren que cierto número de terroristas habían sido ejecutados sumariamente después de haberse rendido.Un informe de la Agencia de Inteligencia de Defensa de los Estados Unidos, del 10 de junio de 1997, notificó que Alberto Fujimori dio “la orden de no capturar a ningún emerretista con vida”. Estos descubrimientos han sido seguidos por demandas civiles contra oficiales militares por parte de los familiares de los terroristas fallecidos. En 2005, la oficina del Fiscal General de la Nación en Perú imputó los cargos y ordenó el comienzo de las audiencias. El 17 de abril de 2015 la Corte Interamericana de Derechos Humanos emitió una sentencia, mediante la cual declaró responsable internacionalmente a la República del Perú por la violación del derecho a la vida.

## Crisis de los rehenes

### Antecedentes
En 1992, el líder del MRTA, Víctor Polay Campos, sería recapturado en la Operación Café. El liderazgo de la organización terrorista sería asumido por Néstor Cerpa Cartolini y Miguel Rincón Rincón. Debido a la captura de los dirigentes del MRTA y el anuncio del acuerdo de Paz entre Abimael Guzmán y el Estado peruano, Cerpa Cartolini y Rincón Rincón dispusieron la "toma" del Congreso para exigir la liberación de los subversivos capturados a cambio de los congresistas secuestrados. Sin embargo, la captura de Rincón Rincón y otros emerretistas (entre ellos Lori Berenson) frustró los planes. A pesar de esto, Cerpa Cartolini siguió con los planes de tomar por asalto un importante objetivo.
Antes de la toma de la embajada, dos exguerrilleros del Frente Farabundo Martí para la Liberación Nacional (FMLN) de El Salvador con alias "Osmin" y "Roman" viajaron a Perú para entrenar a los subversivos del MRTA en el departamento de Junín y ayudar en la elección de los terroristas que participarían en la toma de la embajada de Japón. Los terroristas elegirían el nombre de Oscar Torres Condezo para nombrar al comando encargado de la operación. Oscar Torres Condezo fue un miembro del MRTA que murió en Colombia mientras luchaba en el Batallón América.
La financiación para la toma de la residencia se dio a través del dinero obtenido tras el secuestro del empresario boliviano Samuel Doria.

### Inicio de la toma
El martes 17 de diciembre de 1996, el embajador del Japón en el Perú Morihisa Aoki ofreció una recepción con motivo del cumpleaños del Emperador Akihito, en su residencia de la calle Tomás Edison N.º 210 en el distrito de San Isidro, Lima. A las pocas horas de iniciada la celebración, se produjo una explosión e ingresaron 14 terroristas del MRTA que se encontraban en la casa vecina y tomaron como rehenes a los 800 invitados, entre los cuales se encontraban diplomáticos, ministros de Estado, altas autoridades y familiares del entonces presidente Alberto Fujimori.
La emboscada sorpresa y la toma de la residencia del embajador de Japón fue la operación de más alto perfil del MRTA en sus 15 años de historia. El ataque colocó al Perú en general y al MRTA en particular en el centro de atención mientras duró la crisis. Los invitados relataron que los terroristas hicieron un hoyo en la pared del jardín de la residencia del embajador, con una explosión, alrededor de las 8:20 p. m. del 17 de diciembre de 1996.
El complejo había estado custodiado por más de 300 oficiales de policías y guardaespaldas fuertemente armados. La vivienda estaba rodeada por un muro de 3.50 metros y tenía rejas en todas las ventanas, vidrios a prueba de balas en muchas de ellas y puertas construidas para soportar el impacto de una granada. Por tanto, era un sitio fácil de defender desde el interior.
Las noticias del asalto del MRTA a la residencia del embajador causaron que la Bolsa de Valores de Lima cerrara tres horas más temprano, dado que las acciones locales se desplomaron. El sentimiento de la población peruana en general puede ser resumido con un comentario de un editorial del periódico peruano más importante: «Es un revés de al menos cuatro años. Hemos regresado a ser un país sujeto al terror».Las noticias llegaron durante un período de baja popularidad del presidente Alberto Fujimori (cayó al 40% desde el 75% a inicios de 1996), quien había recibido hasta entonces el crédito por restaurar la paz en el país luego que la actividad terrorista había cesado en gran medida a lo largo del país durante su primer mandato presidencial.
A las pocas horas se difundió un comunicado del Movimiento Revolucionario Túpac Amaru, en el cual se comentó:

Esta ocupación militar la hemos realizado en protesta por la injerencia del Gobierno Japonés en la vida política de nuestra patria avalando en todo momento los métodos de violación a los DD.HH. que aplica el gobierno del Sr. Fujimori, así como su política económica que solo ha traído consigo mayor miseria y hambre a la mayoría del pueblo peruano.
MRTA, 17 de diciembre de 1996

En el primer comunicado, el MRTA también presentó sus demandas

En ese sentido señalamos que con el mismo énfasis con que decimos que estamos respetando la integridad física de las personalidades capturadas, que solamente los liberaremos en la medida que el gobierno cumpla con las siguientes exigencias:
1. Compromiso de cambiar de rumbo la política económica por un modelo que busque el bienestar de las grandes mayorías.
2. La liberación de todos los presos pertenecientes al MRTA y acusados de pertenecer a nuestra organización.
3. Traslado del comando que incursionó en la residencia del embajador Japonés junto con todos los c. presos del MRTA hacia la selva central. Como garantes, también irían parte de las personalidades capturadas, debidamente seleccionadas y estando en nuestra zona guerrillera cumpliremos con liberarlos.
4. Pago de un impuesto de guerra.
El MRTA siempre fue una organización dispuesta a propuestas de diálogo, pero solo encontró el rechazo y la burla del gobierno. Hoy estamos confrontados y debe quedar claro que cualquier salida militar que ponga en riesgo la vida de las personalidades capturadas será de absoluta responsabilidad del gobierno, así como de cualquier otra actitud que tengamos que tomar si el gobierno no accede a nuestras peticiones.
MRTA, 17 de diciembre de 1996

### La reacción gubernamental
El 21 de diciembre, Fujimori hizo su primer anuncio oficial sobre la toma de rehenes. En un discurso televisado de cuatro minutos, condenó a los asaltantes, llamó al asalto del MRTA "repudiable" y rechazó las demandas del MRTA en su totalidad. No excluyó un intento de rescate armado, pero dijo que estaba dispuesto a explorar una solución pacífica a la situación. Fujimori hizo su discurso poco después que el líder del MRTA Néstor Cerpa anunciara que liberaría gradualmente a los rehenes que no estuvieran conectados con el gobierno peruano.

(...) Mi gobierno no está dispuesto a aceptar que la fuerza y la violación de un comando terrorista pueda imponerse sobre 23 millones de personas, que rechazan estos métodos, que no son ni civilizados ni políticos. Tampoco que con esta toma de rehenes, se reproduzca magnificada, las famosas cárceles del pueblo de tan dolorosa recordación. No se puede hablar de paz ni de acuerdo mientras se utiliza el terror como principal argumento. 
Desde el inicio de estos lamentables sucesos, el gobierno puso en marcha una estrategia de emergencia, que no publicitó, por obvias razones, con el objeto de evitar derramamiento de sangre.
En el contexto de esta estrategia mi gobierno no ha planteado soluciones de fuerza, por consiguiente, no ha rehuido el diálogo, como queda demostrado con la designación del ministro Domingo Palermo como su interlocutor. Nuestro interlocutor, con la mediación del representante de la Cruz Roja, logró la liberación de 38 rehenes. Es, por lo demás, del todo claro, que la liberación de quienes perpetraron asesinatos y atentados terroristas es inaceptable en el marco de las leyes peruanas vigentes y por criterio de seguridad nacional.
Sin embargo, mi gobierno no elude su responsabilidad en la búsqueda de una salida con la más clara disposición para actuar con sentido humanitario y procurar que este problema se supere por la vía pacífica, es decir, el lograr una salida que no vulnere los derechos humanos ni de rehenes ni de captores.
Mi propuesta es concreta: Que los captores depongan las armas ante una comisión de garantes y que faciliten la evacuación de todos los rehenes, sin excepción. De esta manera, también quedará descartada la posibilidad del uso de la fuerza por parte del Estado peruano y de allí, con toda garantía, una salida que se pueda estudiar. Esta es la propuesta de mi gobierno y mi compromiso personal ante el país y la comunidad internacional. Y no puedo sino esperar un desenlace que refleje el sentido de respeto a la vida de personas inocentes.
Alberto Fujimori, diciembre de 1996

El 22 de diciembre, el MRTA respondió mediante un pronunciamiento leído por el exministro de Trabajo Sandro Fuentes Acurio.

(...) en su mensaje del día 21 de diciembre el señor Alberto Fujimori Fujimori sigue usando términos confrontacionales y proponiendo en la práctica nuestra rendición, y que nos resignemos a que nuestros compañeros en prisión sigan asilados en esas verdaderas cárceles-tumbas, lo cual es inaceptable.(...)  
 A pesar de ello y demostrando un comportamiento diferente al gobierno, que únicamente hizo más dura la situación de los señores detenidos al cortar servicios básicos, procederemos a liberar inmediatamente una cantidad significativa de personas no comprometidas directa o indirectamente en actos de gobierno, como un gesto nuestro por las fiestas de Navidad. 
Quedando finalmente en calidad de prisioneros del MRTA gente vinculada a la política del régimen como ministros, viceministros, miembros del Poder Judicial, congresistas y altos mandos de las Fuerzas Armadas y Policiales. Del mismo modo, representantes de empresas japonesas y empresarios de diversas ramas.
 MRTA, 22 de diciembre de 1996

Durante los meses siguientes, los rebeldes liberaron primero a todas las mujeres y, paulatinamente, a los demás rehenes excepto a 72 de ellos.

### Demandas
En los días inmediatamente posteriores a la toma, el Comité Internacional de la Cruz Roja actuó como intermediario entre el gobierno y los terroristas. Entre los rehenes se encontraban oficiales de alto rango de las fuerzas de seguridad peruanas, incluyendo a Máximo Rivera, el jefe de la policía antiterrorista peruana, DINCOTE, y su exjefe Carlos Domínguez. Entre los otros rehenes se encontraban Alejandro Toledo y Francisco Sagasti, quienes más tarde se convertirían en Presidentes del Perú, y el político Javier Diez Canseco. Los 24 rehenes japoneses incluían a la propia madre del presidente Fujimori y su hermano menor, Santiago Fujimori. El líder de los terroristas fue identificado como Néstor Cerpa Cartolini, de 43 años de edad.
Los terroristas interpusieron una serie de demandas:
- La liberación de 465 de sus miembros de las prisiones en todo el país (incluyendo al destacado miembro del MRTA Peter Cárdenas Schulte, a la terrorista estadounidense recientemente condenada Lori Berenson y a la esposa de Cerpa).
- Una revisión de las reformas gubernamentales neoliberales de libre mercado.
- Señalaron al programa de asistencia extranjera de Japón en Perú como motivo de crítica, bajo el argumento de que esta ayuda beneficiaba solo a un estrecho segmento de la sociedad.[19]
- También protestaron contra lo que denunciaron como condiciones crueles e inhumanas en las cárceles peruanas.

El sacerdote jesuita Juan Julio Wicht permaneció en cautiverio voluntariamente, a pesar de que los terroristas habían considerado su liberación. El político de izquierda Javier Diez Canseco estuvo entre los 38 rehenes que fueron liberados poco después de la toma de la residencia. Él defendió al MRTA e hizo un llamado para que el gobierno negociara un acuerdo. Diez Canseco dijo que los secuestradores tenían entre «18 y 20 años de edad, quizás 21... Son un grupo de fuerzas especiales, comandos. Creo que son jóvenes que quieren vivir. No quieren morir».
Al ser liberado, Alejandro Toledo dijo que lo que el MRTA quería en realidad era una amnistía que permitiría a sus miembros participar en la vida pública. Sostuvo que cualquier intento de rescatar a los rehenes por la fuerza sería "insensato", dado que estaban "armados hasta los dientes". Los cuartos de la residencia así como el techo, dijo, estaban llenos de explosivos. Añadió que los terroristas tenían armas antitanque y usaban mochilas llenas de explosivos que podían ser detonados al jalar una cuerda ubicada sobre su pecho.
En el aspecto diplomático, el Canciller Japonés, Yukihiko Ikeda, y el Canciller de Malasia llegaron al Perú preocupados por los prisioneros.

### Negociaciones
En busca de una solución pacífica, Fujimori nombró un equipo para que sostuviera conversaciones con el MRTA que incluyó al embajador canadiense Anthony Vincent, quien había sido brevemente rehén él mismo, el ministro de salud Ciro Ugarte Casafranca, el arzobispo Juan Luis Cipriani Thorne y un delegado del CICR. Este equipo estuvo presidido por el entonces ministro de Educación Domingo Palermo Cabrejos. Fujimori incluso habló con el líder cubano Fidel Castro, levantando especulación mediática sobre un acuerdo arreglado para que los rebeldes del MRTA fueran a Cuba como exiliados políticos; sin embargo, el 17 de enero se informó que las negociaciones con el MRTA se habían estancado.
A inicios de febrero, una nueva brigada de tropas peruanas fuertemente equipada tomó las riendas de la vigilia de la embajada, al reproducir música militar a alto volumen y hacer gestos provocativos a los rebeldes, quienes respondieron con una ráfaga de disparos. Esto llevó a que el primer ministro de Japón Ryūtarō Hashimoto recomendara públicamente al Perú a refrenarse de tomar riesgos innecesarios que podían hacer peligrar la vida de los rehenes. Los líderes japoneses presionaron a Fujimori para que alcanzara algún tipo de acuerdo negociado con los rebeldes del MRTA para asegurar la liberación segura de los rehenes. Posteriormente, Fujimori se reunió con Hashimoto en Toronto, Canadá, tras lo cual ambos líderes anunciaron, en una declaración conjunta, que estaban de acuerdo sobre cómo manejar la situación de los rehenes, pero proveyeron de pocos detalles.
El 10 de febrero, Fujimori viajó a Londres, donde anunció que el propósito de su viaje era «encontrar un país que diera asilo al grupo del MRTA». Los observadores notaron que esta petición de que se concediera asilo político al grupo del MRTA contradecía su posición previamente manifestada de que los del MRTA no eran guerrilleros, sino terroristas. El 11 de febrero, Fujimori declaró que «las prisiones peruanas están construidas de acuerdo con estándares internacional para terroristas». Además, asistió a reuniones de negocios que describió a su audiencia local como un «ejercicio en reasegurar a los inversionistas internacionales».

### Intervención de las Madres de Plaza de Mayo
Cuando la toma de rehenes llevaba ya dos meses, la comandancia del Movimiento insurgente peruano pidió a las Madres de Plaza de Mayo que viajaran a Lima para tratar de mediar. Hebe de Bonafini y Hebe de Mascia viajaron entre el 21 y el 28 de febrero de 1997, viajaron a Lima en representación de sus compañeras y trataron infructuosamente de alcanzar una salida política al conflicto. La prensa peruana, no trató bien a las Madres, tampoco las recibió el presidente Fujimori y ellas le dejaron una carta.

### La solución militar
En febrero, el periódico peruano La República informó la existencia de un «plan de intervención» secreto del Gobierno, que involucraba la participación directa de fuerzas militares estadounidenses. El plan fue supuestamente concebido por la Agencia de Inteligencia Militar peruana y fue presentado al presidente Fujimori. El 17 de febrero, The New York Times escribió: «La participación de los Estados Unidos en el asalto es crucial, según el plan, que dice que los comandos provendrían de la Escuela de Comandos del Ejército Peruano y del Comando Sur de los Estados Unidos, con base en Panamá».
El MRTA suspendió las conversaciones con el gobierno en marzo cuando informaron haber escuchado ruidos fuertes provenientes de debajo del suelo de la residencia. Los periódicos peruanos confirmaron las sospechas del MRTA, al informar que la policía estaba cavando túneles por debajo del edificio. La policía trató de encubrir el ruido de la excavación reproduciendo música a alto volumen desde altoparlantes y llevando a cabo maniobras con tanques ruidosos a lo largo de las calles aledañas.
Según el New York Times, el embajador canadiense Anthony Vincent sostuvo «en retrospectiva, algunos creyeron que la comisión de garantes (de la cual era un miembro) había servido poco más que como una cubierta para dar (a Fujimori) el tiempo de poner en su lugar los elementos físicos y políticos necesarios para un asalto»; él creía que «ambas partes estaban cerca a llegar a un acuerdo» cuando Fujimori optó en su lugar por un asalto militar.

## Operación Chavín de Huántar

### Preparaciones
En preparación para el asalto, uno de los rehenes, el almirante de la Marina de Guerra del Perú Luis Giampietri (más tarde elegido vicepresidente del Perú para el período 2006-2011), quien fue un experto en operaciones de inteligencia y comando, fue provisto de una radio miniatura y se le dieron instrucciones cifradas para que advirtiera a los rehenes diez minutos antes de que comenzara la operación militar y les dijera que se mantuvieran lo más lejos posible de los miembros del MRTA (Movimiento Revolucionario de Túpac Amaru).
Los rehenes llevaron ropa de colores claros para que pudieran ser distinguidos fácilmente de los insurgentes vestidos de oscuro durante el asalto planificado. El mismo Cerpa ayudó involuntariamente con esta parte del proyecto cuando, al escuchar ruidos que le hacían sospechar que un túnel estaba siendo cavado, ordenó a todos los rehenes ubicarse en el segundo piso.
Además, se había pasado de contrabando sofisticados micrófonos y cámaras de video en miniatura al interior de la residencia, escondidos en libros, botellas de agua y juegos de mesa. A Giampietri y a otros oficiales militares entre los rehenes se les dio la responsabilidad de colocar estos dispositivos en lugares seguros alrededor de la casa. Al escuchar a escondidas a los terroristas del MRTA con la ayuda de estos dispositivos de alta tecnología, los planificadores militares observaron que los insurgentes habían organizado su seguridad de manera cuidadosa y estaban particularmente alertas durante las noches; sin embargo, cada tarde, ocho de los miembros del MRTA, incluyendo cuatro líderes, jugaban fútbol al interior de la residencia por alrededor de una hora.
Más tarde, Fujimori reveló un modelo a escala de la residencia que fue especialmente construido para preparar la operación de rescate que incluía túneles desde las casas adyacentes usados por los comandos para ingresar al edificio.

### Asalto de fuerzas especiales

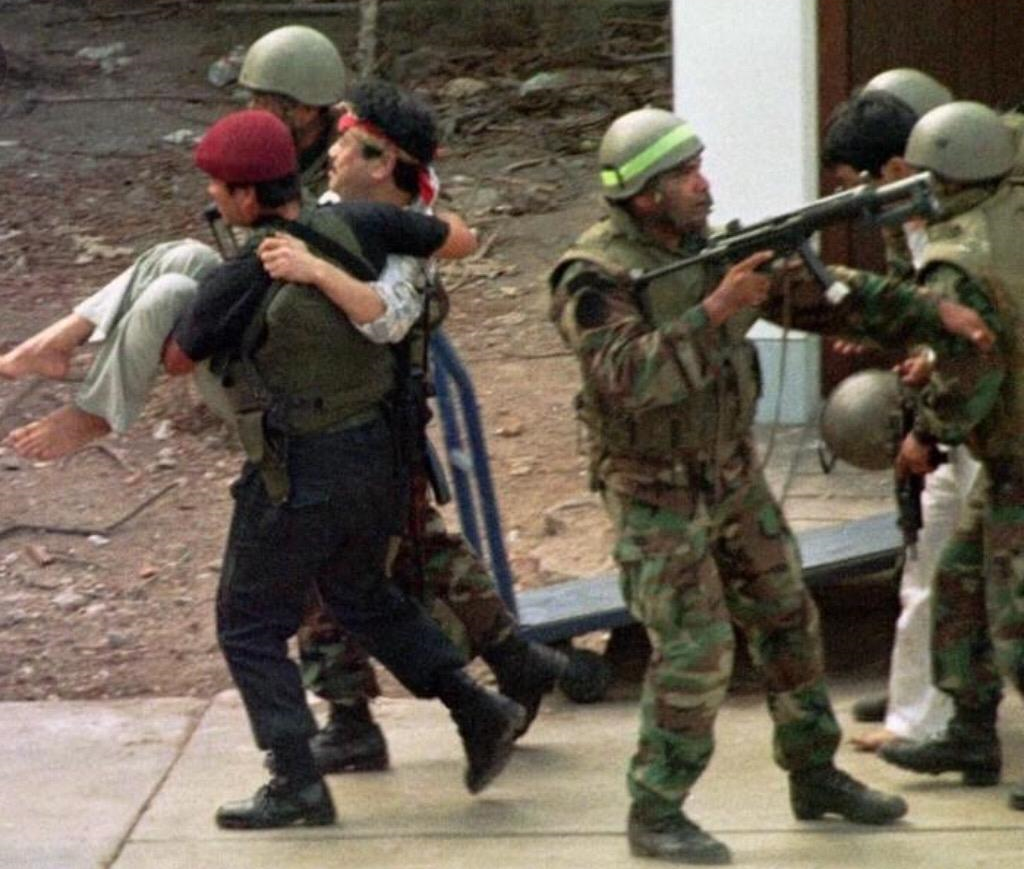
Fuerzas peruanas rescatando diplomáticos japoneses.

El 22 de abril de 1997, más de cuatro meses después del inicio de la toma, un equipo de 140 comandos peruanos, se reunieron en una unidad secreta ad hoc que había recibido el nombre de Chavín de Huántar (en referencia a un sitio arqueológico peruano famoso por sus corredores subterráneos) montaron un asalto dramático sobre la residencia. A las 15:23, se inició la Operación Chavín de Huántar.
Tres cargas explosivas explotaron casi simultáneamente en tres habitaciones diferentes del primer piso. La primera explosión se ubicó al medio de la habitación donde estaba teniendo lugar el juego de fútbol. De inmediato, tres terroristas resultaron muertos (dos de los hombres que participaban del juego y una de las mujeres que los observaba desde la línea de banda). A través del hoyo creado por la explosión y las otras dos explosiones, 30 comandos ingresaron al edificio, a la caza de los miembros sobrevivientes del MRTA para detenerlos antes de que pudieran alcanzar el segundo piso.
Se realizaron otros dos movimientos simultáneamente con las explosiones. En el primero, 20 comandos lanzaron un asalto directo en la puerta de entrada para unirse a sus camaradas al interior de la sala de espera, donde estaba ubicada la escalera principal hacia el segundo piso. En su paso, encontraron a las otras dos terroristas cuidando la puerta del frente. Detrás de la primera ola de comandos que asaltaron la puerta llegó otro grupo de soldados que llevaba escaleras, las cuales ubicaron contra las paredes posteriores del edificio.
En el último movimiento del ataque coordinado, otro grupo de comandos emergió de dos túneles que habían llegado hasta el jardín trasero de la residencia. Estos soldados ascendieron rápidamente las escaleras que habían sido colocadas para ellos. Sus tareas consistieron en volar una puerta a prueba de granadas del segundo piso, por medio de la cual serían evacuados los rehenes, y hacer dos aberturas en el techo para matar a los miembros del MRTA en el segundo piso antes de que tuvieran tiempo de ejecutar a los rehenes.
Al final, los 14 terroristas del MRTA, un rehén (Dr. Carlos Giusti Acuña, vocal de la Corte Suprema) y dos oficiales (teniente coronel Juan Valer Sandoval y teniente Raúl Jiménez Chávez) murieron en el asalto.
Según la Agencia de Inteligencia de la Defensa de los Estados Unidos (DIA), el emerretista Roli Rojas fue descubierto intentando huir de la residencia mezclado con los rehenes. Un comando lo detuvo, lo llevó a la parte trasera de la casa y lo ejecutó con una ráfaga que le voló la cabeza. El cable de la DIA sostiene que el intento del comando había sido disparar una sola vez a la cabeza de Rojas y debido al error debió esconder parcialmente el cuerpo debajo del de Néstor Cerpa. El cable dice también que otra miembro del MRTA fue ejecutada después del asalto.

### Rol de Fujimori en el asalto
Según el informe de la Agencia de Inteligencia de la Defensa, Alberto Fujimori ordenó personalmente a los comandos que participaron en el asalto "no tomar a ningún MRTA con vida".
Mientras los comandos derribaban la bandera del MRTA que había estado ondeando en el techo de la embajada, Fujimori se unió a algunos de los ex rehenes para cantar el Himno Nacional del Perú. La televisión peruana también mostró a Fujimori caminando entre los terroristas muertos; algunos de cuyos cuerpos estaban mutilados. Fujimori fue fotografiado parado sobre los cuerpos de Néstor Cerpa y Roli Rojas en la escalera principal de la residencia y la cabeza destrozada de Rojas es perceptible en la fotografía. Poco después, el presidente Fujimori fue visto en un bus a través de Lima que llevaba a los rehenes liberados.
La victoria militar fue publicitada como un triunfo político y usado para reforzar su postura de línea dura contra los grupos terroristas. Sus índices de popularidad se duplicaron rápidamente hasta alcanzar cerca del 70% y fue aclamado como héroe nacional."Tenía que venir el clima de la época. La operación fue tan exitosa que no había oposición. Los peruanos lo adoraron", dijo Luis Jochamowitz, autor de una biografía de Fujimori. En una reflexión sobre el asalto pocos días después, el poeta Antonio Cisneros dijo que se había dado a los peruanos "un poco de dignidad. Nadie esperaba esta eficiencia, esta velocidad. En términos militares, fue un trabajo del Primer Mundo, no del Tercer Mundo".
Fujimori se llevó el crédito personal por la operación. En una entrevista en la edición de El Comercio del 17 de diciembre de 1997, Fujimori declaró que poco después que la residencia del embajador fuese tomada, planeó la operación junto con el Servicio de Inteligencia Nacional del Perú comandada por Julio Salazar y Vladimiro Montesinos, y el Comando Conjunto de las Fuerzas Armadas bajo el mando del general del Ejército Nicolás de Bari Hermoza Ríos.

### Participación internacional en la operación
Surgieron informes sobre la ayuda que habrían dado los Estados Unidos e Israel a los militares peruanos para preparar el asalto. El vocero del Departamento de Estado de los Estados Unidos, Nicholas Burns, sostuvo que el gobierno norteamericano no tuvo una participación directa en el asalto; sin embargo, el exagente del FBI Bob Tauber dijo a CNN el 23 de abril que las tropas peruanas habían sido entrenadas el diciembre anterior en un lugar no revelado de los Estados Unidos. Al comentar que los comandos peruanos realizaron precisamente lo que habían sido entrenados a actuar, Taubert dijo que estaba "muy orgulloso". La CIA no hizo comentarios cuando se le preguntó si había dado asistencia de inteligencia a los militares peruanos para preparar el asalto, pero diversos observadores señalaron que la CIA y otras agencias de inteligencia de Estados Unidos estaban profundamente involucradas en las operaciones de contrainsurgencia de los militares peruanos y que la CIA tenía una participación directa en la búsqueda masiva por parte de la policía secreta peruana que llevó a la captura de Abimael Guzmán en 1992.

### Detención de los cadáveres del MRTA
Cuando la operación había finalizado, los cuerpos de los terroristas fueron retirados por los fiscales militares, pues no se permitió la entrada de representantes de la Oficina del Fiscal General. Los cadáveres no fueron llevados al Instituto de Medicina Forense para la autopsia requerida por ley. Más bien, los cuerpos fueron llevados a la morgue del Hospital de Policía, donde se llevaron a cabo las autopsias. Los informes de las autopsias fueron mantenidos en secreto hasta el año 2001. No se permitió la presencia de familiares de los fallecidos para la identificación de los cadáveres. Los cuerpos fueron enterrados en secreto en diferentes cementerios de todo Lima.
A pesar del secretismo, la gente descubrió que el cuerpo del líder del MRTA, Néstor Cerpa, fue enterrado y su tumba, ubicada en el cementerio de la ladera de una colina en el distrito de Villa María del Triunfo, posteriormente se convirtió en un punto de reunión para sus simpatizantes. Una simpatizante que se encontraba visitando la tumba de Cerpa dijo a un reportero de The New York Times que «Él luchó por nosotros, para los pobres. Mire cómo vivimos. Mire cómo morimos». Otro dijo: «Él no era un terrorista. Fue un revolucionario». Dos personas más se manifestaron en la tumba de Roli Rojas exclamando: "¡Viva el MRTA!". Años después, el cadáver de Cerpa Cartolini fue robado y nunca pudo ser recuperado.
Eligia Rodríguez Bustamante solicitó a la Fiscalía General de la Nación que adopte las medidas necesarias para identificar a aquellos que murieron durante el rescate, pero la Oficina del Fiscal General concedió su jurisdicción respecto a la identificación de los miembros fallecidos del MRTA al sistema de justicia militar.

### Reacción internacional
En general, la operación militar fue vista con buenos ojos por otros gobiernos. Varios presidentes de la región andina (Ernesto Samper de Colombia, Gonzalo Sánchez de Lozada de Bolivia y Rafael Caldera de Venezuela) apoyaron las decisiones de Alberto Fujimori. Esta información fue hecha en una declaración pública del IX Consejo Presidencial Andino, aunque hubo algunas excepciones:
- El 25 de abril, hubo protestas en la embajada peruana en Santiago de Chile. La policía antidisturbios lanzó gas lacrimógeno a los manifestantes de izquierda y los empujó fuera de la embajada. Algunos manifestantes dijeron a los reporteros de televisión que «Nosotros rechazamos totalmente actos de tal crueldad, que nunca deben volver a ocurrir».
- Como respuesta, el ministro de Relaciones Exteriores chileno, José Miguel Insulza, declaró que «el gobierno chileno ha manifestado su satisfacción con el resultado de la crisis. Es verdad que debemos lamentar la pérdida de varias vidas, pero también es importante reconocer que no había otra salida posible».[35]
- El 28 de abril, un artículo en The New York Times comentó sobre la dependencia del régimen en los militares, al describir a Fujimori, Montesinos y al jefe de las Fuerzas Armadas general Nicolás Hermoza Ríos como "la troika gobernante del Perú".[36]

## Rehenes
En la siguiente lista, se consigna los cargos que ocupaban los rehenes al momento de ser capturados:

### Poder ejecutivo
- Francisco Tudela van Breugel-Douglas, Ministro de Relaciones Exteriores
- Rodolfo Muñante Sanguinetti, Ministro de Agricultura.
- Dante Córdova Blanco, exministro de Educación.
- Sandro Fuentes Acurio, exministro de Trabajo.
- Jorge San Román de la Fuente, Viceministro de Energía.
- Felipe Ramírez Delpino, Viceministro de Desarrollo Regional.
- Rodolfo Matsuda, Viceministro de Agricultura.
- Juan Mendoza Marsano, Viceministro de Minas.
- Carlos Tsuboyama Matsudo, Viceministro de la Presidencia
- José Ricardo Kamiya Teruya, Secretario General de la Presidencia
- Máximo Rivera Díaz, jefe de la Dirección Nacional Contra el Terrorismo.
- Juan Carlos Domínguez, exjefe de la Dirección Nacional Contra el Terrorismo.

### Poder judicial
- Luis Serpa Segura, expresidente del Poder Judicial.
- Moisés Pantoja Rodulfo, Presidente del Poder Judicial.
- Mario Urrelo Álvarez, Vocal de la Corte Suprema.
- Nelson Reyes Ríos, Vocal de la Corte Suprema.
- Hugo Sivina Hurtado, Vocal de la Corte Suprema.
- Carlos Giusti Acuña, Vocal de la Corte Suprema (único rehén fallecido).
- Alipio Montes de Oca Begazo, Vocal de la Corte Suprema.
- Mario Urrelo Álvarez, Vocal de la Corte Suprema.
- José Garrido Garrido, Vocal de la Corte Suprema.

### Congresistas
- Javier Diez-Canseco Cisneros, congresista.
- Luis Chang Ching, tercer vicepresidente del congreso, presidente de la comisión de economía.
- Carlos Blanco Oropeza, congresista.
- Gilberto Siura Céspedes, congresista.
- Eduardo Pando Pacheco, congresista.
- Samuel Matsuda Nishimura, congresista.

### Académicos y empresarios
- Alejandro Toledo Manrique, analista económico, posteriormente Presidente del Perú (2001-2006).
- Gustavo Saberbein, exministro de Economía.
- Luis Giampietri Rojas, almirante de la Marina de Guerra del Perú; posteriormente Vicepresidente del Perú (2006-2011).
- Alexander Kouri Bumachar, entonces alcalde de Callao.
- Fernando Andrade, entonces alcalde del distrito de Miraflores.
- Francisco Sagasti, académico, ingeniero, después Presidente del Perú (2020-2021).
- Javier Sota Nadal, entonces Rector de la Universidad Nacional de Ingeniería.
- Manuel Paredes Manrique, Rector de la Universidad Nacional Mayor de San Marcos.
- Juan Julio Wicht, sacerdote conocido por su actividad política.
- Mutsue Inomoto, Madre del entonces presidente Alberto Fujimori.
- Juana Fujimori Fujimori, hermana del entonces presidente Alberto Fujimori.
- Rosa Fujimori Fujimori, hermana del entonces presidente Alberto Fujimori.
- Pedro Fujimori Fujimori, hermano del entonces presidente Alberto Fujimori.
- Juan Gunther Doering, arquitecto.
- Ramiro de Valdivia Cano, miembro del Jurado de Elecciones.
- Rómulo Muñoz Arce, miembro del Jurado de Elecciones.
- Alfredo Torres Guzmán, director de la encuestadora Apoyo.
- Manuel Torrado, presidente de la encuestadora Datum.
- Juan Assereto Duharte, entonces director de COPRI.
- Samuel Gleiser Katz, Presidente de la Cámara de Comercio de Lima.
- Juan Enrique Pendavis Perales, presidente de la Asociación de Exportadores (ADEX)
- Sally Bowen, Presidenta de la Asociación de Prensa Extranjera en el Perú.

### Diplomáticos
- Estanislao de Grandes, Encargado de Negocios a.i, Embajada de España en Perú.
- Heribert Woeckell, Embajador de Alemania en Perú.
- Artur Schuschnigg, Embajador de Austria en Perú.
- Embajador de Bélgica en Perú.
- Jorge Gumucio, Embajador de Bolivia en Perú.
- Luis Carlos Coutinho, Embajador de Brasil en Perú.
- Anthony Vincent,  Embajador de Canadá en Perú.
- Lee Won-Young, Embajador de Corea del Sur en Perú.
- Pedro Díaz Arce, Embajador de Cuba en Perú.
- Sami Tewfik, Embajador de Egipto en Perú.
- Alkiviades Karokis, Embajador de Grecia en Perú.
- José María Argueta, Embajador de Guatemala en Perú.
- Eduardo Martell, Embajador de Honduras en Perú.
- Morihisa Aoki, Embajador del Japón en el Perú.
- Ahmad Mokhtar Selat, Embajador de Malasia en Perú
- Carlos Luis Linares, Embajador de Panamá en Perú.
- José Ramón Díaz Valdeparez, Embajador de República Dominicana.
- Tabaré Bocalandro Yapeyú, Embajador de Uruguay en Perú.
- Horacio Arteaga, Embajador de Venezuela en Perú.
- Lubomir Hladik, Encargado de Negocios a.i. de la República Checa en Perú.
- Julius Grancak, Encargado de Negocios a.i. de Eslovaquia en Perú.
- Michel Minning, presidente de la delegación de la Cruz Roja Internacional.
- Hyacinthe D'Montera, agregado cultural de Francia
- Hidetaka Ogura, diplomático japonés.
- Armando Lecaros de Cossío, diplomático peruano.
- José Luis de Cossío y Ruiz de Somocurcio, diplomático peruano.
- José Carlos Mariategui Arellano, diplomático peruano.
- Jorge Morelli Pando, diplomático peruano.
- Manuel Roca Zela, diplomático peruano.
- Jorge Valdez Carrillo, diplomático peruano.

### Distribución de los 72 rehenes finales
| Habitación A                | Habitación A                       | Habitación B                         | Habitación B                      |
| Rehén                       | Cargo                              | Rehén                                | Cargo                             |
| --------------------------- | ---------------------------------- | ------------------------------------ | --------------------------------- |
| Arturo López Pardo Figueroa | General EP                         | Carlos Domínguez Solís               | General PNP                       |
| Máximo Rivera Díaz          | General PNP                        | Julio Pinto Samanez                  | General PNP                       |
| Guillermo Bobbio Zevallos   | General PNP                        | Hugo Vera Veliz                      | General PNP                       |
| Francisco Salinas Guerrero  | Coronel PNP                        | Orlando Denegri Ayllón               | Coronel FAP                       |
| Rowel Rivas Crisostomo      | Coronel PNP                        | Jorge Negrete Salas                  | Coronel PNP                       |
| Alberto Castillo Mendivil   | Coronel PNP                        | Jorge Villacorta Meza                | Coronel PNP                       |
| Rómulo Zevallos Solano      | Coronel PNP                        | Jaime Valencia Voyset                | Coronel PNP                       |
| Gerardo Haro Iparraguirre   | Coronel PNP                        | Marco Miyashiro Arashiro             | Coronel PNP                       |
| Habitación C                | Habitación C                       | Carlos Dall'orso de La Peña          | Cap. Navío AP                     |
| Rehén                       | Cargo                              | Alberto Heredia Ugarte               | Cap. Fragata AP                   |
| Luis Giampietri Rojas       | Vicealmirante AP                   | Habitación D                         | Habitación D                      |
| Carlos Blanco Oropeza       | Congresista                        | Rehén                                | Cargo                             |
| Julio Rivera Chávez         | Coronel FAP                        | Francisco Tudela Van Breugel Douglas | Ministro de Relaciones Exteriores |
| Roberto Fernández Frantzen  | Teniente coronel EP                | Morihisa Aoki                        | Embajador de Japón en Perú        |
| Luis Chang Ching            | Congresista                        | Juan Julio Wicht Rosell              | Sacerdote                         |
| Felipe Ramírez Delpino      | Viceministro - Desarrollo Regional | Samuel Matsuda Nishimura             | Congresista                       |
| Juan Mendoza Marsano        | Viceministro - Minas               | Gilberto Siura Céspedes              | Congresista                       |
| Rodolfo Muñante Sanguineti  | Ministro de Agricultura            | Jorge San Román de La Fuente         | Viceministro - Energía.           |
| Eduardo Pando Pacheco       | Congresista                        | Jorge Gumucio Granier                | Embajador de Bolivia en Perú      |
| Oscar Pajares Merino        | Mayor PNP                          | Jorge Valdez Carrillo                | Embajador peruano                 |
| Rodolfo Matsuda Matsuda     | Viceministro - Agricultura         | Misahiro Sakai                       | 1.er Secretario Japonés           |
| Habitación E                | Habitación E                       | Pedro Fujimori Fujimori              | Empresario                        |
| Rehén                       | Cargo                              | Akihisa Oguiyama                     | 2.º Secretario Japonés            |
| José Hamagushi Sakagushi    | Ejecutivo Fujita Gumi              | Pedro Aritomi Aritomi                | Empresario Peruano                |
| Tadashi Iwamoto             | Ejecutivo Tomen Perú               | Dante Córdova Blanco                 | Exministro de la Producción       |
| Tadeo Kawahami              | Ejecutivo Pesquera FED             | Habitación H                         | Habitación H                      |
| Akira Miyashita             | Ejecutivo Mitsubishi               | Rehén                                | Cargo                             |
| Yutaka Morizomo             | Ejecutivo Kanematsu                | Carlos Tsuboyama Matsudo             | Viceministro - Presidencia        |
| Keichi Saito                | Ejecutivo Marubeni                 | Carlos Giusti Acuña                  | Vocal Supremo                     |
| Yoshihiki Saki              | Ejecutivo Ajinomoto                | Hugo Sivina Hurtado                  | Vocal Supremo                     |
| Shiguenori Sato             | Ejecutivo Nisho Iwai               | Luis Serpa Segura                    | Vocal Supremo                     |
| Masa Nori Sugimaru          | Ejecutivo Nikko                    | Mario Urrelo Álvarez                 | Vocal Supremo                     |
| Shigeru Taki                | Ejecutivo Panasonic                | Alipio Montes de Oca Begazo          | Vocal Supremo                     |
| Masaru Tomita               | Ejecutivo Toyota                   | Moisés Pantoja Rodulfo               | Vocal Supremo                     |
| Habitación I                | Habitación I                       | José Garrido Garrido                 | Vocal Supremo                     |
| Rehén                       | Cargo                              |                                      |                                   |
| Yoshiaki Kitagawa           | Empresario                         |                                      |                                   |
| Masami Kobayashi            | Empresario                         |                                      |                                   |
| Hiroyuki Kimoto             | Ministro Consejero Japonés         |                                      |                                   |
| Fumio Sunami                | 1.er Secretario Japonés            |                                      |                                   |
| Haruo Mimura                | 1.er Secretario Japonés            |                                      |                                   |
| Hajime Nakae                | 1.er Secretario Japonés            |                                      |                                   |
| Hidetaka Ogura              | 1.er Secretario Japonés            |                                      |                                   |
| Katsumi Itagaki             | 2.º Secretario Japonés             |                                      |                                   |
| Hideo Nakamura              | 2.º Secretario Japonés             |                                      |                                   |
| Iroto Morozumi              | 2.º Secretario Japonés             |                                      |                                   |
| Sinji Yanamoto              | Agregado Cultural                  |                                      |                                   |

## Cronología
- 17 de diciembre de 1996: miembros del MRTA toman la residencia del embajador de Japón en Perú con más de 700 rehenes. Rápidamente liberan alrededor de la mitad de los rehenes.
- 20 de diciembre (día 3): otros 38 rehenes fueron liberados.
- 21 de diciembre (día 4): Fujimori declara que no habrá conversaciones.
- 22 de diciembre (día 5): 255 rehenes fueron liberados.
- 26 de diciembre (día 9): se escucha una explosión en la residencia. La policía dice que un animal detonó una mina.
- 28 de diciembre (día 11): 20 rehenes fueron liberados.
- 31 de diciembre (día 14): se permite a un grupo de reporteros ingresar en la residencia.
- 21 de enero de 1997 (día 35): miembros de la policía y del MRTA intercambian disparos.
- 2 de marzo (día 75): los miembros del MRTA se niegan a recibir asilo en Cuba y en República Dominicana.
- 21 de abril (día 125): Néstor Cerpa ordena no suministrar atención médica a los rehenes que estuvieran enfermos. Esto convence a Fujimori y su equipo de asesores para intervenir militarmente la residencia.
- 22 de abril (día 126): Se realiza la Operación Chavín de Huántar, fuerzas especiales peruanas irrumpen en la residencia. Un rehén, dos comandos y todos los miembros del MRTA resultan muertos.

## Cultura popular
La telenovela argentina Primicias, emitida por Canal 13 en el 2000. En los episodios 172 y 173, el Atentado al canal TV Set se basó en dicho suceso. El diálogo de Arturo Puig dijo: Pero esto puede llegar hacer peor qué lo de Perú, adentro está nuestra hija está.

## Filmografía
- Lima: Breaking the Silence (1999) de Menahem Golan.
- Rehenes (2010) de Federico Lemos.
- Bel Canto (2018) de Paul Weitz.